# Grupa dywersyjna
Grupa dywersyjna – zespół (pododdział) żołnierzy sił specjalnych lub oddziału partyzanckiego (niekiedy również wydzielony ze związku taktycznego) przeznaczona do działań dywersyjnych, specjalnych i podobnych na zapleczu w tym głębokim zapleczu przeciwnika.